# Бунт срещу Гал
Бунтът срещу Гал от 351/352 година е организиран метеж от страна на евреите срещу управлението на зетя на императора на Източната Римска империя Констанций II – Флавий Констанций Гал.

## Предистория
През 330 година назрява властови конфликт между светската и новата църковна власт за политическо и теологическо надмощие в управлението на имперските дела. По еврейския въпрос и двете власти са единодушни – покръстване с асимилиране или унищожаване на юдаизма чрез постоянно налагане на забрани за общуване на християните с евреите и непрекъсната сегрегация на все по отъняващите еврейски общности. Някои радикално настроени равини виждат в тези мерки възможност да отстояват застрашената от империята еврейска идентичност.
След смъртта на император Константин империята се разделя на две – Западна и Източна. Императорът на Източната Констанций II започва през 337 г. война срещу персите, но междувременно избухват еврейски локални бунтове в Александрия и Юдея, които са потушени. През 339 г. са забранени браковете между евреи и християнки, а малко по-късно и между еврейки и християни. На евреите е забранено да притежават роби, даже да не са християни, което окончателно възпрепятства възможността им да арендират земя.
През 350 г. императорът на западната част от империята опитва да обедини в едно изтока и запада, заклеймявайки еврейството като „зловредна секта“, която шпионира и заговорничи срещу Римската империя в полза на персите.

## Бунтът
Римската реакция е незабавна, но тъй като и еврейският патриарх не подкрепя действията на метежниците, то бунтът е сравнително бързо потушен, а разпространението му към съседните територии спряно. Империята решава заради бунтовете през 358 г. да потисне еврейската идентичност в близост до Светите места, като образува от Палестина и териториите между Средиземно и Червено море нова римска провинция наречена Трета Палестина. Еврейският патрирх с цел да възвърне доверието на римската власт се опитва неуспешно да наложи нов еврейски календар започващ от годината на разрушаване на Втория храм – 70.